# Einar Adéll
Einar Birger Adéll, född 8 december 1882 i Broddetorps församling, Skaraborgs län, död 31 mars 1957, var en svensk ingenjör.

## Biografi
Adéll utexaminerades från Chalmers tekniska läroanstalt 1903. Han praktiserade på arkitektkontor och vid Göteborgs stads byggnadskontor och var därefter stadsingenjör i Jönköpings stad 1908–1947 samt mätningsman i Jönköpings stad och Gränna stad. Han var inspektör för yrkesskolan, ledamot av Jönköpings civilförsvarsnämnd och landstormskapten. Han drunknade då han försökte rädda en kamrat under vinterfiske på Landsjön i Skärstads landskommun.

### Familj
Einar Adéll var son till handlanden Johan Emil Adéll och Birgitta Andersson. Han gifte sig 1910 med Yngva Olsson. De fick tillsammans barnen Bengt-Ingvar Adéll, Bertil Adéll, Inger Yngva Maria Adéll och Kerstin Eljena Birgitta Adéll.